# Łysomice
Łysomice è un comune rurale polacco del distretto di Toruń, nel voivodato della Cuiavia-Pomerania.
Ricopre una superficie di 127,34 km² e nel 2004 contava 8 220 abitanti.